# Megachile eurymera
Megachile eurymera är en biart som beskrevs av Smith 1854. Megachile eurymera ingår i släktet tapetserarbin, och familjen buksamlarbin. Inga underarter finns listade i Catalogue of Life.